# Férfi négyesbob az 1994. évi téli olimpiai játékokon
Az 1994. évi téli olimpiai játékokon a bob férfi négyes versenyszámát február 26-án és 27-én rendezték Hunderfossenben. Az aranyérmet a német Harald Czudaj, Karsten Brannasch, Olaf Hampel, Alexander Szelig összeállítású négyes nyerte. A versenyszámban nem vett részt magyar csapat.

## Eredmények
A verseny négy futamból állt. A négy futam időeredményének összessége határozta meg a végső sorrendet. Az időeredmények másodpercben értendők. A futamok legjobb időeredményei vastagbetűvel olvashatóak.
| Helyezés | Csapat                                                                                         | 1.    | 2.    | 3.       | 4.    | Össz.    |
| -------- | ---------------------------------------------------------------------------------------------- | ----- | ----- | -------- | ----- | -------- |
| Arany    | Németország (GER)-2 · Harald Czudaj · Karsten Brannasch · Olaf Hampel · Alexander Szelig       | 51,67 | 51,88 | 52,07    | 52,16 | 3:27,78  |
| Ezüst    | Svájc (SUI)-1 · Gustav Weder · Donat Acklin · Kurt Meier · Domenico Semeraro                   | 51,80 | 51,87 | 52,04    | 52,13 | 3:27,84  |
| Bronz    | Németország (GER)-1 · Wolfgang Hoppe · Ulf Hielscher · René Hannemann · Carsten Embach         | 51,82 | 51,91 | 52,14    | 52,14 | 3:28,01  |
| 4.       | Ausztria (AUT)-1 · Hubert Schösser · Gerhard Redl · Harald Winkler · Gerhard Haidacher         | 51,76 | 52,04 | 52,23    | 52,37 | 3:28,40  |
| 5.       | Nagy-Britannia (GBR)-1 · Mark Tout · George Farrell · Jason Wing · Lennox Paul                 | 52,03 | 52,24 | 52,14    | 52,46 | 3:28,87  |
| 6.       | Ausztria (AUT)-2 · Kurt Einberger · Thomas Bachler · Carsten Nentwig · Martin Schützenauer     | 51,94 | 52,22 | 52,32    | 52,43 | 3:28,91  |
| 7.       | Svájc (SUI)-2 · Christian Meili · René Schmidheiny · Gerold Löffler · Christian Reich          | 51,98 | 52,16 | 52,58    | 52,61 | 3:29,33  |
| 8.       | Nagy-Britannia (GBR)-2 · Sean Olsson · John Herbert · Dean Ward · Paul Field                   | 52,23 | 52,45 | 52,26    | 52,47 | 3:29,41  |
| 9.       | Olaszország (ITA)-2 · Günther Huber · Antonio Tartaglia · Bernhard Mair · Mirco Ruggiero       | 51,78 | 52,29 | 52,60    | 52,75 | 3:29,42  |
| 10.      | Csehország (CZE) · Jiří Dzmura · Pavel Puškár · Pavel Polomský · Jan Kobián                    | 52,35 | 52,45 | 52,31    | 52,40 | 3:29,51  |
| 11.      | Kanada (CAN)-2 · Chris Lori · Chris Farstad · Sheridon Baptiste · Glenroy Gilbert              | 52,11 | 52,32 | 52,57    | 52,56 | 3:29,56  |
| 12.      | Kanada (CAN)-1 · Pierre Lueders · Dave MacEachern · Jack Pyc · Pascal Caron                    | 52,22 | 52,51 | 52,31    | 52,53 | 3:29,57  |
| 13.      | Lettország (LAT)-1 · Zintis Ekmanis · Boriss Artemjevs · Aldis Intlers · Didzis Skuška         | 52,49 | 52,27 | 52,55    | 52,50 | 3:29,81  |
| 14.      | Jamaica (JAM) · Dudley Stokes · Winston Watt · Chris Stokes · Wayne Thomas                     | 52,50 | 52,56 | 52,39    | 52,51 | 3:29,96  |
| 15.      | Egyesült Államok (USA)-1 · Randy Will · Jeff Woodard · Joe Sawyer · Chris Coleman              | 52,03 | 52,42 | 52,77    | 52,75 | 3:29,97  |
| 16.      | Franciaország (FRA)-2 · Bruno Mingeon · Philippe Tanchon · Gabriel Fourmigue · Éric Le Chanony | 52,43 | 52,49 | 52,54    | 52,58 | 3:30,04  |
| 17.      | Svédország (SWE) · Fredrik Gustafsson · Jörgen Kruse · Lennart Westermark · Hans Byberg        | 52,53 | 52,49 | 52,58    | 52,72 | 3:30,32  |
| 18.      | Japán (JPN) · Takevaki Naomi · Ósima Hirojuki · Szuzuki Hirosi · Óhori Takasi                  | 52,56 | 52,83 | 52,55    | 52,73 | 3:30,67  |
| 19.      | Lettország (LAT)-2 · Sandis Prūsis · Juris Tone · Otomārs Rihters · Adris Plūksna              | 52,67 | 52,66 | 52,69    | 52,79 | 3:30,81  |
| 20.      | Ausztrália (AUS) · Justin McDonald · Adam Barclay · Scott Walker · Glenn Carroll               | 52,48 | 52,67 | 52,85    | 53,02 | 3:31,02  |
| 21.      | Franciaország (FRA)-1 · Christophe Flacher · Thierry Tribondeau · Claude Dasse · Max Robert    | 52,54 | 52,61 | 52,89    | 53,14 | 3:31,18  |
| 22.      | Olaszország (ITA)-1 · Pasquale Gesuito · Paolo Canedi · Silvio Calcagno · Marcantonio Stiffi   | 52,87 | 52,78 | 52,97    | 53,33 | 3:31,95  |
| 23.      | Románia (ROU) · Florian Enache · Marian Chiţescu · Iulian Păcioianu · Mihai Dumitraşcu         | 52,92 | 53,02 | 53,19    | 53,05 | 3:32,18  |
| 24.      | Oroszország (RUS) · Oleg Szuhorucsenko · Ajdar Teregulov · Szergej Kruglov · Oleg Petrov       | 53,15 | 53,20 | 53,44    | 53,39 | 3:33,18  |
| 25.      | Puerto Rico (PUR) · Liston Bochette · José Ferrer · Jorge Bonnet · Douglas Rosado              | 53,52 | 53,50 | 53,57    | 53,43 | 3:34,02  |
| 26.      | Monaco (MON) · Albert Grimaldi · David Tomatis · Pascal Camia · Gilbert Bessi                  | 53,54 | 53,58 | 53,75    | 53,75 | 3:34,62  |
| 27.      | Ukrajna (UKR) · Olekszij Zsukov · Andrij Petuhov · Vaszil Lantuh · Olekszandr Bortyuk          | 53,61 | 53,75 | 53,99    | 53,97 | 3:35,32  |
| 28.      | Amerikai Virgin-szigetek (ISV) · Zachary Zoller · Paul Zar · David Entwistle · Alexander Poe   | 53,79 | 53,82 | 54,23    | 53,81 | 3:35,65  |
| 29.      | Bosznia-Hercegovina (BIH) · Zoran Sokolović · Izet Haračić · Nizar Zaciragić · Igor Boras      | 54,77 | 54,80 | 55,10    | 55,10 | 3:39,77  |
| –        | Egyesült Államok (USA)-2 · Brian Shimer · Bryan Leturgez · Karlos Kirby · Randy Jones          | 52,25 | 52,29 | kizárták | –     | kizárták |